# こむぎいろの天使
「こむぎいろの天使」（こむぎいろのてんし）は、1999年4月21日にリリースされた斉藤由貴の17枚目のシングルである。

## 概要
1994年11月リリースの「なぜ」以来およそ4年5か月ぶりとなるシングル。プロデュースセンター配給映画『こむぎいろの天使 すがれ追い』のオープニング・テーマとなった。
この曲は日本コロムビアからのリリースであった為、ジャケットの表記ではタイトル、アーティスト名の下に（Yuki Saito by the courtesy of Pony Canyon.Inc）と記載された。この時点で「なぜ」のリリースから約4年5か月ものあいだ音楽活動を停止していたが、ポニーキャニオンには籍をおいていたことになる。この曲は、ポニーキャニオンが2007年に発売したベスト・アルバム『斉藤由貴 SINGLESコンプリート』に収録された。
カップリングは、宗次郎がオカリナを演奏したインストゥルメンタル・ヴァージョン。

## 収録曲
1. こむぎいろの天使
  - 作詞: 斉藤由貴／作曲・編曲: 大島ミチル
2. こむぎいろの天使 ～インスト・ヴァージョン～オカリナ
  - 作曲・編曲: 大島ミチル
  - 演奏: 宗次郎
3. こむぎいろの天使（オリジナル・カラオケ）